# Margarete Stöcker
Margarete Stöcker (* 12. Juni 1961 in Iserlohn) ist eine deutsche Fachdozentin und Autorin in der Pflege und Betreuung mit den Schwerpunkten Pflegemanagement, Dokumentationssystem und psychiatrische Krankheitsbilder. Zudem ist sie spezialisiert auf Mimik und Körpersprache, insbesondere bei Menschen mit demenziellen Erkrankungen.

## Leben und Wirken
Nach Abschluss der Krankenpflege- und Fachkrankenschwesterausbildung für Psychiatrie wechselte sie in die Leitung der stationären Langzeitpflege. Parallel studierte sie Pflegemanagement und machte sich nach Abschluss in der Aus- und Weiterbildung selbständig. Sie besitzt den Master of Arts im Management für Sozial- und Gesundheitseinrichtungen sowie den Master of Science für Prävention und Gesundheitspsychologie.
Als Autorin veröffentlicht Stöcker Fach- und Sachbücher, Studienbriefe sowie Artikel zu aktuellen Pflegethemen. Ihre Bücher werden unter anderem im Thieme Verlag Stuttgart, bei der Schlüter'schen Verlagsgesellschaft Hannover, sowie im Kohlhammer Verlag Stuttgart verlegt. Sie ist Mitglied des Expertenbeirats Thieme CNE.online (Certified Nursing Education), einem multidimensionalen Fortbildungskonzept.
Stöcker gilt als Mastermultiplikatorin für das Strukturmodell SIS (Strukturierte Informationssammlung) in der Pflegedokumentation. Sie erwarb sich Verdienste bei der Umsetzung der Personalbemessung in der stationären Langzeitpflege. Sie ist Lehrbeauftragte der Hamburger Fernhochschule im Studienzentrum Bielefeld und Inhaberin des Bildungsinstituts Fortbildungvorort für Inhouse-Schulungen für Gesundheitsberufe.
Stöcker ist verheiratet und Mutter von zwei Söhnen.

## Publikationen (Auswahl)
- mit Prof. Dr. Volker Großkopf: Rechtsfälle in der Pflegepraxis, Vincentz Verlag Hannover 2025, ISBN 978-3-7486-0780-9.
- mit Francesca Warnecke: Nachhaltigkeit in der Pflege für dummies, Wiley Weinheim 2025, ISBN 978-3-527-72284-6.
- Pflege mit dem Strukturmodell 2. Auflage, Wiley Weinheim 2024, ISBN 978-3-527-72145-0.
- Pflege mit dem Strukturmodell für dummies, Wiley Weinheim 2021, ISBN 978-3-527-71715-6.
- mit Sabine Hindrichs: Lernbox Maßnahmenplanung, Vincentz Hannover 2024, ISBN 978-3-7486-0737-3.
- Spezialisierung stationärer Pflegeeinrichtungen – Konzeptentwicklung im Rahmen von EFQM zur Versorgung von jüngeren pflegebedürftigen Menschen. GRIN Verlag, Norderstedt 2006, ISBN 978-3-638-68847-5.
- Implementierung eines Managementmodells für einen Fachbereich für dementiell erkrankte Menschen auf der Basis von Kaizen. GRIN-Verlag, Norderstedt 2009, ISBN 978-3-640-33784-2.
- Praxislehrbuch Heilpraktiker für Psychotherapie. Karl F. Haug Verlag, Stuttgart 2016, ISBN 978-3-13-219201-0.
- mit Sabine Hindrichs, Ulrich Rommel, Manuela Ahmann: Kognition/Kommunikation und Verhaltensweisen. Vincentz Verlag, Hannover 2017, ISBN 978-3-86630-588-5.
- Pflege mit dem Strukturmodell für Dummies. Wiley-Verlag, Weinheim 2020, ISBN 978-3-527-82681-0.
- mit Michael Wipp: Das pflegerische Fachgespräch. Schlütersche Verlagsgesellschaft, Hannover 2021, ISBN 978-3-527-82681-0.
- Praxislehrbuch Heilpraktiker für Psychotherapie. 2. Auflage Karl F. Haug Verlag, Stuttgart 2021, ISBN 978-3-13-243900-9.
- Der Anti-Stress-Ratgeber für Pflege- und Betreuungskräfte. Schlütersche Verlagsgesellschaft, Hannover 2022, ISBN 978-3-8426-9132-2.
- Würde und Professionalität. Vincentz Verlag, Hannover 2022, ISBN 978-3-7486-0559-1.
- Psychiatrische Krankheitsbilder – Heilpraktiker-Kolleg. Haug/Thieme, 2022, ISBN 978-3-13-243984-9.
- Pflege bei psychiatrischen Krankheitsbildern. Schlütersche Verlagsgesellschaft, Hannover 2022, ISBN 978-3-8426-0890-0.Inhaltsverzeichnis
- Case Management für Pflegeberater. Eine Fallbesprechung. GRIN Verlag, Norderstedt, 2023, ISBN 978-3-346-92933-4.
- mit Michael Wipp, Peter Sausen: Praxishandbuch: Die neue Personalbemessung. Vincentz Verlag, Hannover 2023, ISBN 978-3-7486-0642-0.
- mit Sabine Hindrichs: Personalbemessung für die Pflegepraxis. Vincentz Verlag, Hannover 2023, ISBN 978-3-7486-0635-2.
- Schwierige Situationen mit Fallbesprechungen meistern. Schlütersche Verlagsgesellschaft, Hannover 2024, ISBN 978-3-8426-0904-4.[4] Inhaltsverzeichnis
- Sina – Mein Leben als Co-Referentin, tredition, Ahrensburg 2024, ISBN 978-3-384-29817-1
- mit Sabine Hindrichs, Lernbox Maßnahmenplanung. Vincentz Verlag, Hannover, ISBN 978-3-7486-0737-3.
- Zimmer 17 - Eine kleine Geschichte über Traum und Wirklichkeit. tredition 2024, ISBN 978-3-384-26943-0.
- mit Francesca Warnecke und Michael Held: Nachhaltigkeits-Management in der Altenhilfe, Kohlhammer 2025, ISBN 978-3-17-044859-9